# Sierretunnel
De Sierretunnel (Frans: tunnel de Sierre) is een tunnel bij de plaats Sierre in het Zwitserse kanton Wallis. De tunnel maakt deel uit van de A9 en is gesitueerd tussen Sierre-Ouest en Sierre-Est. De tunnel bestaat uit twee tunnelbuizen en werd in 1999 geopend. De lengte is 2460 meter. In de tunneltest van het EuroTAP-consortium werd de tunnel als goed beoordeeld.
De twee tunnelbuizen bestaan uit vier gekoppelde tunnels: Alusuisse (1070 m), Géronde (620 m), Crête Plane (180 m) en Ancien Sierre Plantzette (580 m).
Op 13 maart 2012 verongelukte in deze tunnel een Belgische touringcar met kinderen uit twee Vlaamse basisscholen, die terugkeerden van skiklassen. Er vielen 28 doden en 24 gewonden. 